# Euchalcia chlorocharis
Euchalcia chlorocharis is een vlinder uit de familie uilen (Noctuidae). De wetenschappelijke naam is voor het eerst geldig gepubliceerd in 1961 door Dufay.
De soort komt voor in Europa.